# Blekgrön mätare
Blekgrön mätare, Campaea margaritaria eller Campaea margaritata enligt Catalogue of Life är en fjärilsart som beskrevs av Carl von Linné, 1761. Blekgrön mätare ingår i släktet Campaea och familjen mätare, Geometridae. Arten är reproducerande i Sverige. Inga underarter finns listade i Catalogue of Life.
Blekgrön mätares teckningen är ljust grönskimrande med två tvärgående band över vingarna. Den gröna färgen bleknar med tiden och äldre exemplar är nästan helt vita. Utbredningsområdet är Europa, Mellanöstern och norra Afrika. En snarlik art, Campaea perlata förekommer i Nordamerika. 
Med ett vingspann av 40 till 50 mm är arten en stor fjäril. Larven har vanligen en gråbrun färg men det förekommer även gröna larver.
Habitatet utgörs av löv-, bland- och buskskogar. Blekgrön mätare förekommer även i trädgårdar. I Norden sker fortplantningen vanligen i juni och juli. Ibland förekommer en andra generation under hösten. Denna fjäril är nattaktiv. Larven lever på löven av diverse lövträd. Om vintern är mild kan larven vara aktiv även då och lever då av trädens knoppar och bark. Övervintringen sker som larv.

## Bildgalleri

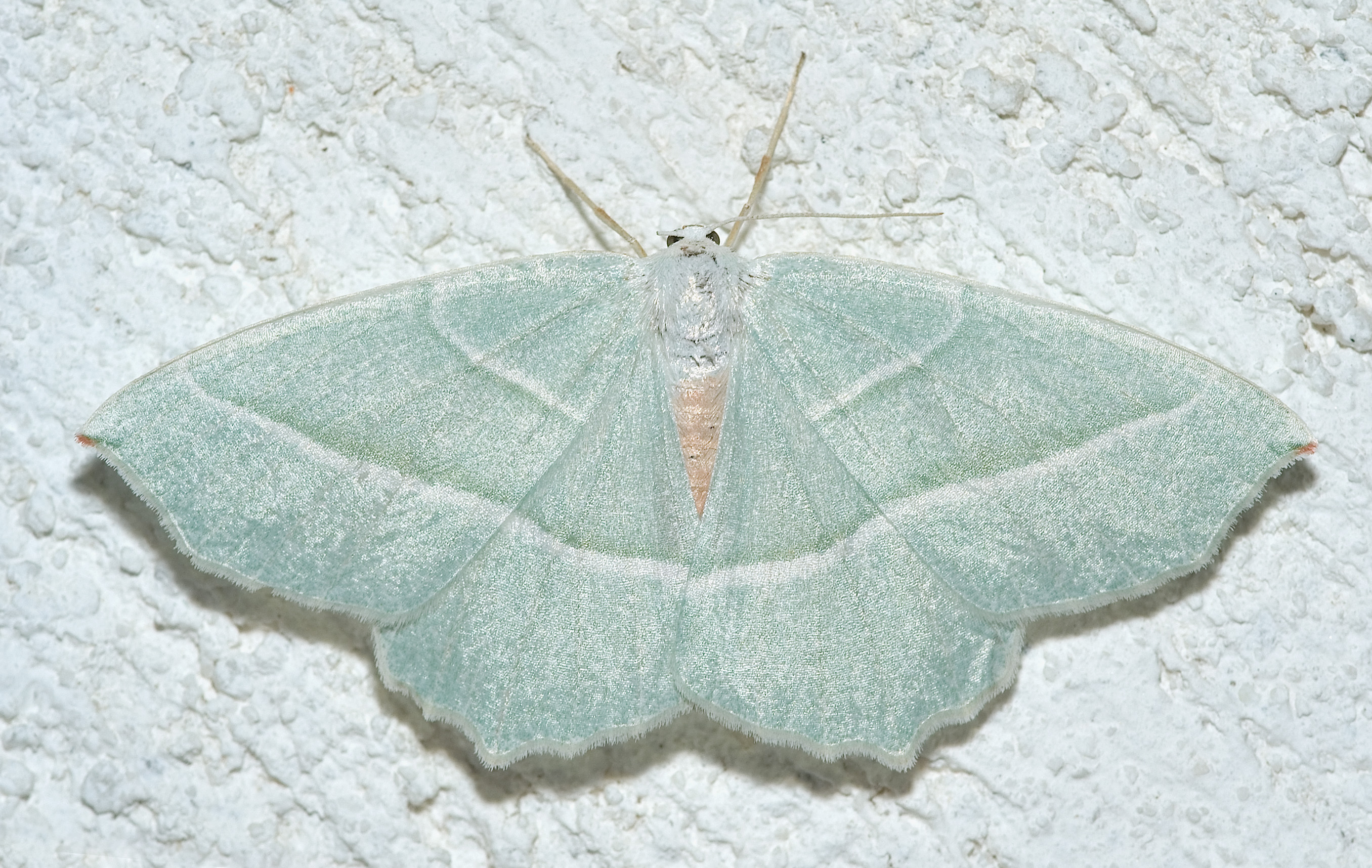
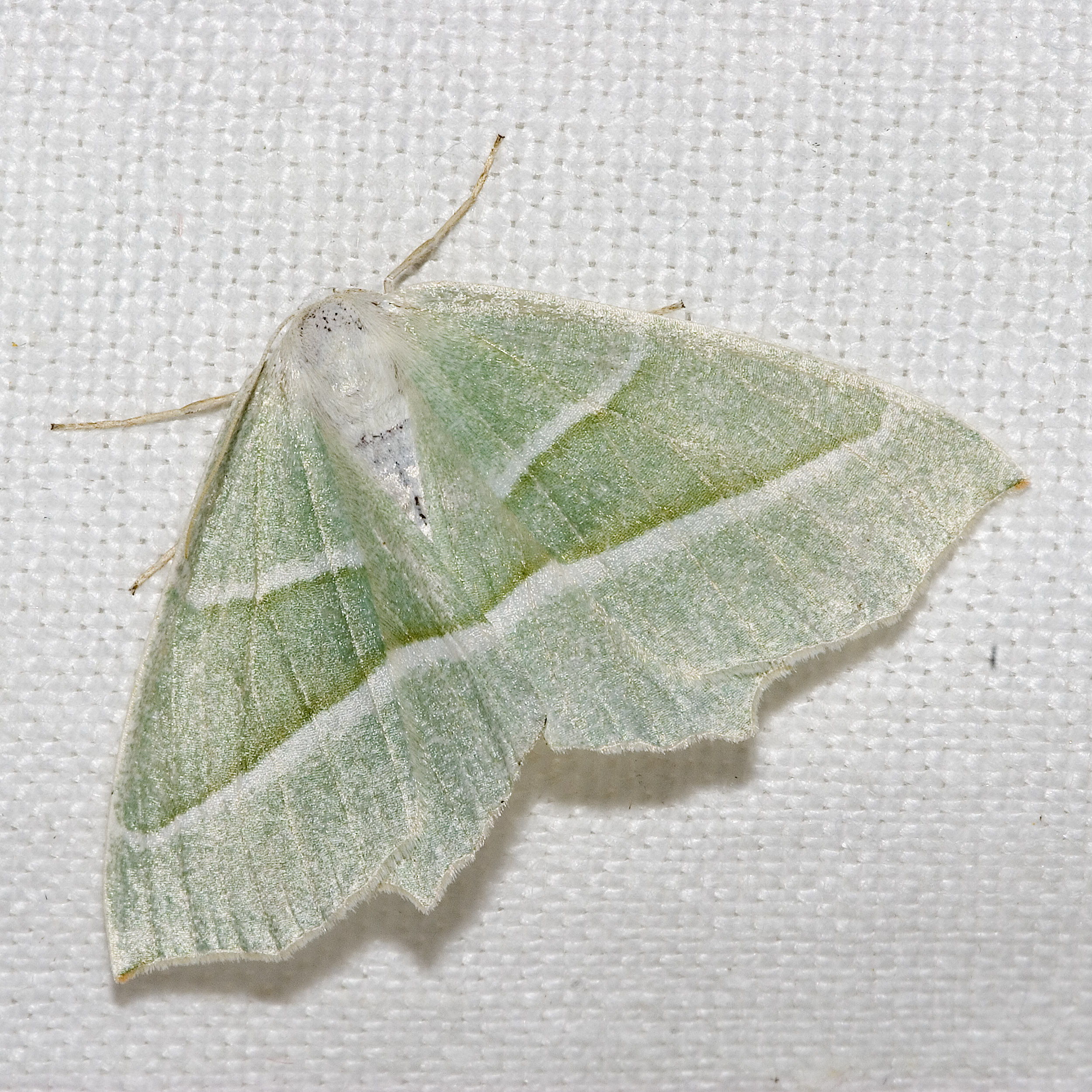
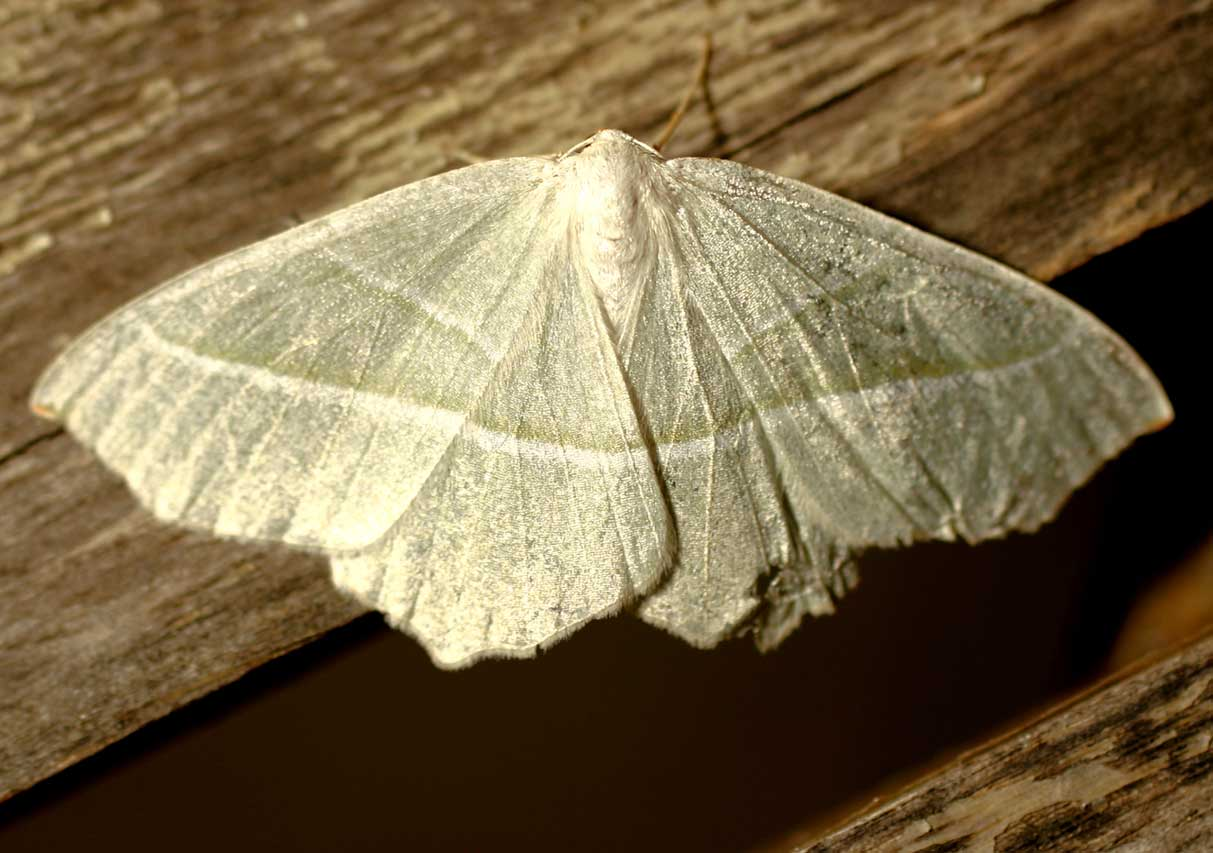